# Zgornje Gruškovje
Zgornje Gruškovje je naselje v Občini Podlehnik. Nastalo je leta 1974 z razdelitvijo naselja Gruškovje na ločeni naselji Spodnje Gruškovje in Zgornje Gruškovje. Leta 2015 je imelo 120 prebivalcev.